# Sebertia acuminata
Sebertia acuminata is een relatief zeldzame boom die endemisch is in Nieuw-Caledonië. Sebertia acuminata wordt 10 meter hoog en komt vooral voor in het Grand Massif du Sud en het Tiebaghi Massif waar deze enkel groeit up ultramafische grond. Deze plant wordt een hyperaccumulator genoemd vanwege zijn accumulerende eigenschappen.
Sebertia acuminata heeft zich op een bijzondere manier aangepast aan nikkel in de bodem, dat typisch 0,85% van de bodem uitmaakt waarop deze plant groeit. In plaats van het af te stoten, slaat Sebertia acuminata nikkel op. Dit in zulke hoge concentraties dat het latex van deze plant 11% nikkel bevat en het droog gewicht zelfs 25%. Een enkele plant zou zelfs 37 kg nikkel kunnen bevatten. Dit is de hoogste concentratie aan nikkel die ooit in enig levend wezen gemeten is. De concentraties aan nikkel zijn zo hoog dat wanneer de takken of stam beschadigd worden het sap helderblauw is, vandaar de naam die de plant plaatselijk draagt "Sève bleue" (blauw sap).
In hetzelfde gebied komen nog minstens drie andere planten voor die dezelfde hypperacumulerende eigenschap voor nikkel ontwikkeld hebben, weliswaar in mindere mate.